# Emily Ngii
Emily Wamusyi Ngii (née le 13 août 1986) est une athlète kényane spécialiste de la marche athlétique.

## Carrière
En 2019 elle remporte le 20 km marche des Jeux africains de Rabat.
En 2021 elle réalise les minima pour les Jeux olympiques de Tokyo en battant son record personnel en 1 h 30 min 58 s, mais ne participe finalement pas aux Jeux.
En 2022 elle devient championne d'Afrique à Saint-Pierre.

## Palmarès
| Date | Compétition            | Lieu         | Résultat | Épreuve      |
| ---- | ---------------------- | ------------ | -------- | ------------ |
| 2010 | Championnats d'Afrique | Nairobi      | 4e       | 20 km marche |
| 2011 | Jeux africains         | Maputo       | 4e       | 20 km marche |
| 2014 | Championnats d'Afrique | Marrakech    | 2e       | 20 km marche |
| 2019 | Jeux africains         | Rabat        | 1re      | 20 km marche |
| 2022 | Championnats d'Afrique | Saint-Pierre | 1re      | 20 km marche |
| 2022 | Jeux du Commonwealth   | Birmingham   | 3e       | 20 km marche |
| 2024 | Jeux africains         | Accra        | 1re      | 20 km marche |

## Records
| Épreuve         | Performance     | Lieu    | Date         |
| --------------- | --------------- | ------- | ------------ |
| 10 000 m marche | 45 min 59 s 9   | Narok   | 6 juin 2019  |
| 20 km marche    | 1 h 30 min 56 s | Nairobi | 18 juin 2021 |